# Nicolas Folmer
Pour les articles homonymes, voir Folmer.
Nicolas Folmer est un jazzman français. Né le 26 octobre 1976 à Albertville, il est notamment trompettiste, chanteur, chef d'orchestre, compositeur et arrangeur, ainsi que professeur de trompette et d'improvisation.

## Biographie
À son arrivée à Paris, en 1993, Nicolas Folmer étudie la trompette et la composition au Conservatoire national supérieur de musique puis intègre, en tant que soliste, l'Orchestre national de jazz dirigé alors par Didier Levallet en 1997.
Parallèlement à ses collaborations avec de nombreux artistes, il co-fonde le groupe NoJazz (jazz et musiques électroniques),enregistre un album sous la direction artistique de Teo Macero puis, en 1998, le Paris Jazz Big Band avec le saxophoniste Pierre Bertrand, avec lequel ils enregistrent plusieurs albums de leurs compositions et obtiennent un Djangodor en 2004 puis une victoire de la musique en 2005. Cette même année, l'orchestre participe aussi à la 30e Cérémonie des Césars.
Accompagné de l'association Jazz au pays et en partenariat avec la SPEDIDAM, il crée des festivals de Jazz à travers la France accueillant des artistes internationaux comme Ahmad Jamal, Richard Galliano, Manu Katché, Robin McKelle, Rosario Giuliani, André Ceccarelli, Marcus Miller ou encore Herbie Hancock : en 2010, le Saveurs Jazz Festival de Segré ; en 2011, le Wolfi Jazz Festival à Wolfisheim ; en 2012, le Ferté Jazz Festival à La Ferté-sous-Jouarre  renommé "Festival des 2 Rivières" puis, en 2014, l'Albertville Jazz Festival à Albertville.
En 2022, il est sollicité par François Veillon , directeur de la salle "Le Télégraphe" pour la création du "Folmer Club" dont Nicolas Folmer assure la programmation et la direction artistique.
Depuis 2004, Nicolas Folmer est professeur d'enseignement artistique au Conservatoire de Toulon Provence Méditerranée : il y enseigne la trompette, l'écriture, l'improvisation et le travail en groupe.

## Styles
Son inspiration musicale est large, du mariage du jazz et des musiques du monde (le ballet jazz et flamenco sol y luna ou la musique latine) au jazz actuel innovant, souvent libre et énergique. Son jeu montre une grande maîtrise technique et ses compositions témoignent d'une grande maitrise de l'harmonie et de l'écriture. Son travail lui a permis de devenir un soliste et un compositeur reconnu.

## Récompenses
- 1994 : Premier prix de trompette et DFS (Diplôme de formation supérieure) au département jazz du CNSM ;
- 1998 : Premier prix de perfectionnement en composition au département jazz du CNSM ;
- 2011 : Chevalier des Arts et des Lettres[14], distinction remise par Frédéric Mitterrand ;
- 2005 : Djangodor pour l'album I comme Icare ;
- 2005 : Djangodor pour la codirection du Paris Jazz Big Band (Album Paris 24H) ;
- 2005 : Victoires de la musique, catégorie Révélation instrumentale française de l’année, prix Frank Ténot, pour la codirection du Paris Jazz Big Band, avec Pierre Bertrand

## Discographie

### NoJazz
- 2002 : NoJazz, Warner Music

### Paris Jazz Big Band
- 2001 : Mediterràneo, Cristal Records (**** Jazzman)
- 2001 : À suivre !, Cristal Records (**** Jazzman)
- 2004 : Paris 24h Live, Cristal Records (ffff Télérama, **** Jazzman, victoires du jazz 2005 dans la catégorie Révélation instrumentale française de l’année (Prix Frank Ténot), Djangodor 2005 dans la catégorie musicien confirmé[15]).
- 2009 : The Big Live, Cristal Records (3 CD, live au Trabendo) ("choc" Jazzman)
- 2012 : Source(s), Cristal Records

### Nicolas Folmer Band
- 2004 : I comme Icare, Cristal Records (ffff Télérama, *** Jazzman, Djangodor 2005 dans la catégorie nouveau talent[15])
- 2006 : Fluide, Cristal Records (fff Télérama, **** Jazzman)
- 2008 : Nicolas Folmer Plays Michel Legrand, Cristal Records
- 2010 : Off the Beaten Tracks, vol. 1 - Nicolas Folmer Meets Bob Mintzer  (Live au Duc des Lombards), Cristal Records
- 2012 :  Lights - Nicolas Folmer and Daniel Humair project, Cristal Records
- 2014 : Sphere, Cristal Records, Cristal Records ( ffff Télérama, **** Jazzman, sélection Jazz News)
- 2015 : Horny Tonky, Cristal Records (**** Jazzman)
- 2016 : The Horny Tonky Experience, Cristal Records ( fff Télérama)
- 2019 : So Miles, Cristal Records (Choc Jazz Magazine, Must TSF Jazz, Hit Couleurs Jazz)
- 2022 : Breathe, Cristal Records, (Choc Jazz Magazine, Must TSF Jazz, Hit Couleurs Jazz)
- 2023: Nicolas Folmer Michel Legrand Stories, Cristal Records, (****Jazz Magazine)

## Collaborations
Nicolas Folmer collabore avec de nombreux artistes en tant qu'invité ou encore en tant que soliste pour des enregistrements (liste non exhaustive).
- 1995: Fina Torres, Mécaniques célestes
- 1996 : George RusselI, It's About Time, Living Time Orchestra
- 1996 : Quoi de neuf docteur, direction Serge Adam 51Below.
- 1997: Meddy Gerville, Réunion Island
- 1998: Mambomania, Loco Loco Loco
- 1998 : Didier Levallet (Dir.), ONJ Express, Evidence (Orchestre national de jazz)
- 1999 : Didier Levallet (Dir.), Séquences, Evidence (Orchestre national de jazz)
- 2000 : Didier Levallet (Dir.), Deep Feelings, Evidence - Frémeaux & Associés (Orchestre national de jazz)
- 2000 : Paco Sery, Voyages
- 2000 : Henri Salvador, Chambre avec vue
- 2000 : Natalie Cole, Festival de jazz d'Antibes Juan-les-Pins
- 2000 : Charles Aznavour, Aznavour 2000
- 2000 : Paul Staïcu, Valah
- 2000 : Claude Nougaro, Embarquement immédiat, live au festival de Vienne
- 2000 : Marc Durst, Midnight Jazz
- 2001 : Pibo Marquez, Afropolitanos
- 2001 : Booster, Loop in Release
- 2001 : Laurent Cugny Lumière, A Personal Landscape
- 2002 : Dee Dee Bridgewater, This Is New (en tournée internationale sur son projet Kurtweil "This is new"[16])
- 2002: Pascal Diez, In Extremis
- 2002 : Diana Krall, Live in Paris
- 2002 : Stéphane Huchard, Toutakoosticks
- 2002 : Bertrand Lajudie, Watercolours
- 2002 : Dee Dee Bridgewater, Sings Kurt Weill - Live At North Sea Jazz
- 2003 : Nana Mouskouri, Nana Swings
- 2003 : Meddy Gerville, Sobat' ek lamour
- 2003 : Pablo Gil, Major Delights
- 2003 : André Ceccarelli, Live La Nuit des musiciens avec le Paris Jazz Big Band [archive]
- 2003 : Charles Aznavour, Je voyage
- 2004 : Wynton Marsalis, Jazz in Marciac / Big Band [archive]
- 2005 : Marc Durst, Hi-Fi Pop Singers
- 2006 : Tempo Forte, Ya Nos Veremos
- 2007 : Roger Kemp Biwandu, Influences
- 2007 : Jose Le Gall, Electro Swing Lady
- 2007: Lalo Shifrin:The Legendary Paris Concert
- 2009 : René Urtreger, 75
- 2009 : Roger Kemp Biwandu, From Palmer
- 2010 : Laurent Cugny, La Tectonique des nuages
- 2011 : Julian Getreau, Paper Plane
- 2011 : Fréderic Couderc, Coudophonie
- 2011 : Janysett McPherson, Tres Almas
- 2011 : Marc Thomas, Shining Hours
- 2012 : Florence Grimal, Sur les pas de Bill Evans
- 2012 : Philomène Irawaddy, Luxembourg!
- 2012 : Sylvain Beuf, Electric Excentric
- 2013 : André Ceccarelli, Twelve years ago
- 2013 : Pierre Boussaguet, Mother Land quartet
- 2015 : Jean-Loup Longnon, Just in time
- 2015 : Agathe Icacema, Feeling Alive
- 2016 : Lucky Peterson guest Wynton Marsalis - Live from Jazz in Marciac
- 2017 : Lucky Peterson, Tribute to Jimmy Smith - guest  Archie Shepp